# فینال جام حذفی فوتبال انگلستان ۱۹۸۴
فینال جام حذفی فوتبال انگلستان ۱۹۸۴، رقابت پایانی جام حذفی فوتبال انگلستان در سال ۱۹۸۴ میلادی است که مابین دو تیم باشگاه فوتبال اورتون و باشگاه فوتبال واتفورد در ورزشگاه ومبلی لندن برگزار شده‌است.
این مسابقه که در تاریخ ۱۹ مه ۱۹۸۴ انجام شده‌است با نتیجه ۲ بر ۰ به سود تیم باشگاه فوتبال اورتون به پایان رسید.